# Grade Dreidecker
Der Grade Dreidecker war ein einmotoriges Flugzeug des deutschen Ingenieurs und Unternehmers Hans Grade (1879–1946).

## Geschichte
Hans Grade baute den Flugapparat während seiner Militärdienstzeit bei den Magdeburger Pionieren in einem Schuppen. Ende September 1908 begannen die ersten Rollversuche am Cracauer Anger. Rund einen Monat später, am 2. November 1908, gelang ihm auf dem Kleinen Cracauer Anger der erste deutsche Motorflug. Er erreichte bis zum Jahresende Flüge in 1,5 Meter Höhe über 100 bis 400 Meter in 30 bis 40 Sekunden. Bei etwa 30 km/h ging es im Wesentlichen geradeaus. Bruchlandungen gehörten beim Erlernen des Fliegens zum Alltag. 1909 entschloss sich Hans Grade, die Versuche abzubrechen und, gestützt auf die gesammelten Erfahrungen, ein neues Flugzeug zu bauen. Den Lanz-Preis der Lüfte gewann Grade am 30. Oktober 1909 mit diesem neuen Flugzeug, dem Eindecker.
Die Originalmaschine existiert nicht mehr. Ein Nachbau befindet sich im Technikmuseum Magdeburg.

## Konstruktion
Die Tragflächen waren einseitig segeltuchbespannte und vollkommen flache Bambus-Konstruktionen. Für die Motoraufhängung an der mittleren Tragfläche und das Fahrwerk wurden Stahlrohre verwendet. Der luftgekühlte Sechs-Zylinder-Motor mit 36 PS wog 54 kg und war ein Eigenbau von Grade. Vergleichbare Automobilmotoren zwischen 30 und 50 PS wogen damals zwischen 70 und 170 kg.
Lediglich die leichte Konstruktion in Verbindung mit dem recht kräftigen Motor mag den gelungenen Flug erklären.

## Technische Daten
| Kenngröße            | Daten                                                                                 |
| -------------------- | ------------------------------------------------------------------------------------- |
| Besatzung            | 1                                                                                     |
| Passagiere           | –                                                                                     |
| Spannweite           | 8,0 m                                                                                 |
| Startmasse           | 150 kg                                                                                |
| Reisegeschwindigkeit | 30 km/h                                                                               |
| Triebwerk            | luftgekühlter 6-Zylinder-Zweitakt-Motor von Hans Grade mit 36 PS (26 kW), Masse 54 kg |